# Zuwachsbohrer

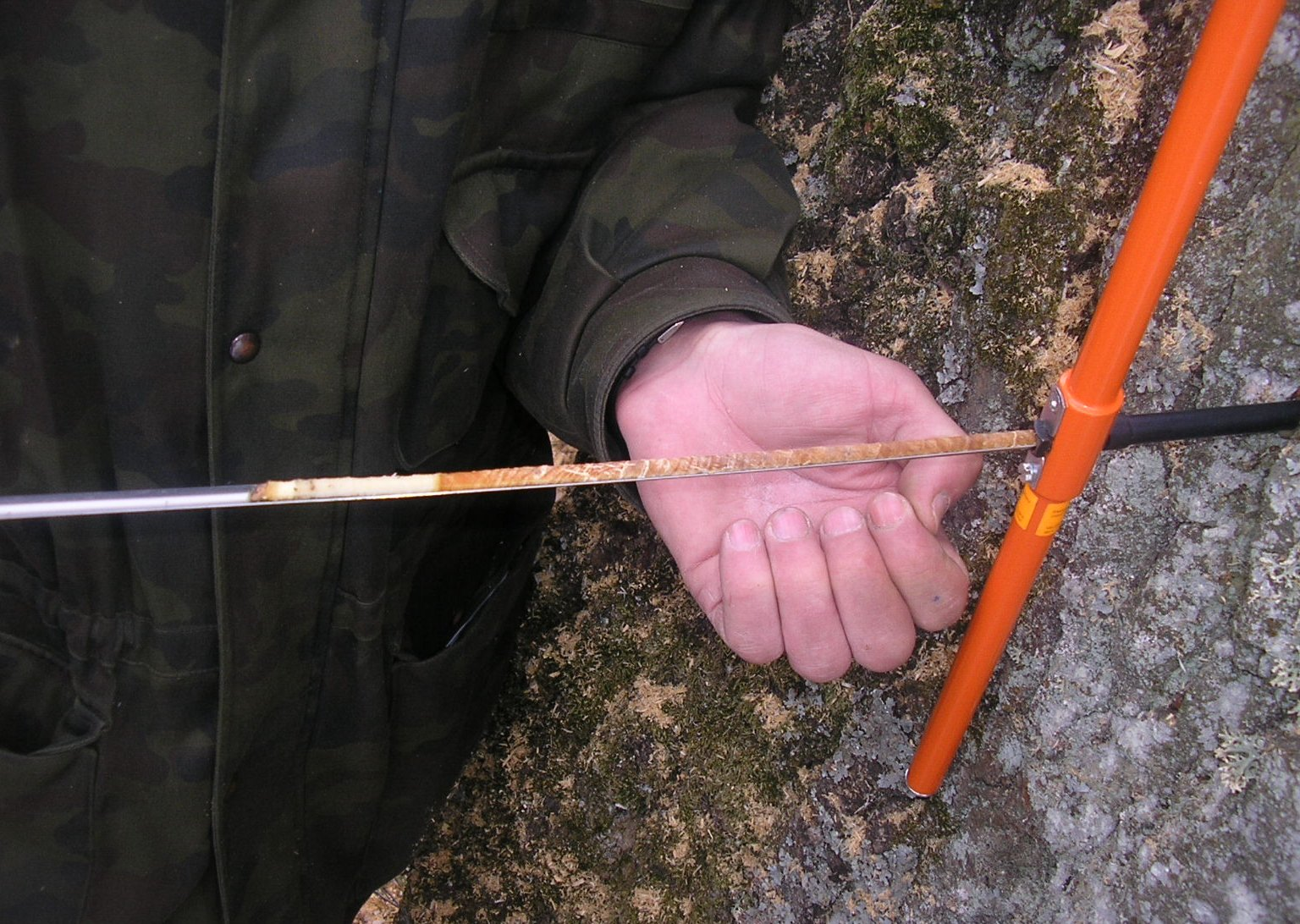
Modernes Modell des von Preßler erfundenen Zuwachsbohrers

Ein Zuwachsbohrer ist ein spezieller Bohrer, der vor allem in der Forstwirtschaft verwendet wird und im 19. Jahrhundert durch den Forstwissenschaftler und Ökonomen Max Preßler entwickelt wurde.
Der hohle Bohrer (Verdrängungsbohrer) wird mit einem T-förmigen Griff per Hand in Baumstämme gedreht, um Bohrkerne (meist 5 mm Durchmesser) zu entnehmen. Auf diese Weise kann der Holzzuwachs, also das jährliche Wachstum des Baumes verfolgt und das Alter des Baumes bestimmt werden. Außerdem können Aussagen über die Gesundheit des Baums (Fäulnis) getroffen sowie mit einem Fractometer die Holzfestigkeit (Bruch- und Biegefestigkeit des Bohrkerns) und einfache sensorische Eigenschaften (Geruch) geprüft werden. Das Bohrloch wird mit Harz verschlossen.

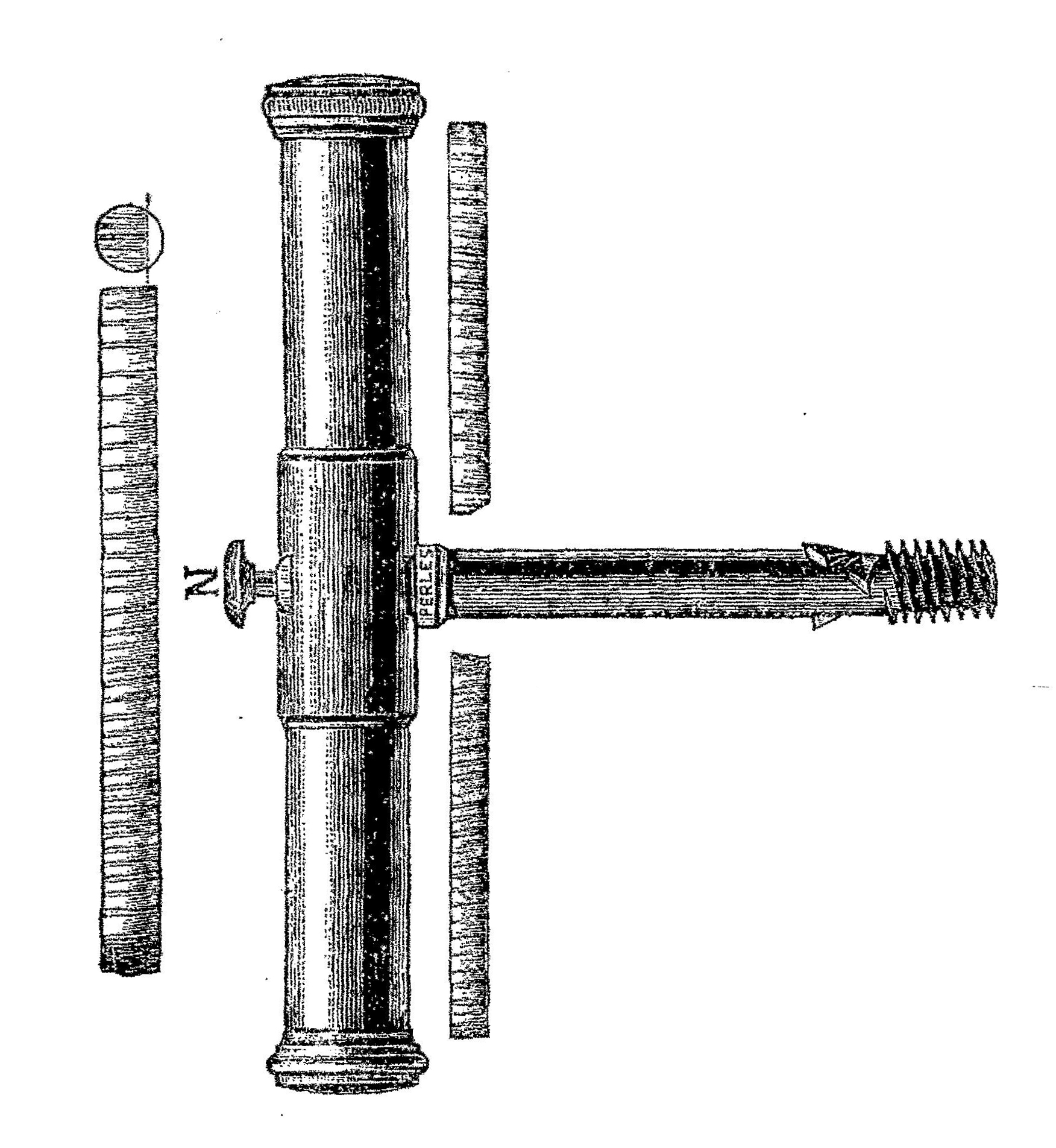
Zuwachsbohrer (1899)

Um 1900 wurde der Bohrer als Tascheninstrument mit ca. 1,5 cm im Durchmesser in zwei Ausfertigungen angeboten: als Klein- oder Hartbohrer (Länge 13 cm), und als Tiefbohrer (Länge: 20 cm). 

## Einsatz und Auswirkungen
Der Einsatz von Zuwachsbohrern in der Forstwirtschaft ist umstritten. Pro Bohrung entsteht ein Bohrloch mit durchschnittlich etwa 10 mm Durchmesser. Durch diesen Kanal können Bakterien und Pilze in den Stamm eindringen. Außerdem wird das Holzgewebe durch den Bohrer verletzt, Gefäße werden gequetscht bzw. zerschnitten. Die dadurch ausgelösten Wundreaktionen können das Holz großflächig schädigen. Rings um das Bohrloch kann es zu Verfärbungen kommen. Ein weiterer Nachteil des Zuwachsbohrers liegt darin, dass unregelmäßige Holzschädigungen nur schlecht erkannt werden, wenn nicht mehrere Bohrungen vorgenommen werden. Aufgrund dieser Auswirkungen auf den Baum geht der Einsatz von Zuwachsbohrern kontinuierlich zurück, heute werden sie vor allem bei offensichtlich erkrankten Bäumen, etwa zur Erregeridentifikation, eingesetzt.